# Elecciones provinciales de Catamarca de 1946
Las elecciones generales de la provincia de Catamarca de 1946 tuvieron lugar el domingo 24 de febrero del mencionado año, al mismo tiempo que las elecciones presidenciales y legislativas a nivel nacional. Se realizaron con el objetivo de restaurar las instituciones democráticas constitucionales y autónomas de la provincia tras el golpe de Estado del 4 de junio de 1943, que a su vez había derrocado al régimen fraudulento de la denominada Década Infame, por lo que fueron las primeras elecciones libres en varios años. Se debía elegir a 33 miembros de un Colegio Electoral Provincial para elegir al Gobernador y al Vicegoberandor, a los 22 escaños de la Cámara de Diputados, y a 11 senadores departamentales, sumándosele uno luego de la incorporación del Departamento Antofagasta de la Sierra, hasta entonces parte del extinto Territorio nacional de Los Andes, a la provincia.
En consonancia con el amplio triunfo de Juan Domingo Perón a nivel nacional, dando inicio al movimiento político histórico denominado peronismo, en Catamarca el candidato del Partido Laborista (PL), Pacífico Rodríguez, triunfó con el 54,41% de los votos contra el 36,47% de Luis Alberto Ahumada, de la Unión Cívica Radical (UCR), y el 8,69% de Felipe E. Ponferrada, del Partido Demócrata Nacional (PDN). El PL obtuvo 30 de los 33 electores contra solo 2 que obtuvo el radicalismo en el Departamento Santa Rosa, único en el que pudo ganar. La participación fue del 76,55% del electorado registrado. En el plano legislativo, el PL obtuvo 10 de los 11 senadores, y la UCR obtuvo el senador departamental por Santa Rosa, mientras que en la Cámara de Diputados el laborismo logró 20 bancas contra 1 del radicalismo y 1 de los demócratas.
Rodríguez asumió el 22 de mayo de 1946, sin embargo, no pudo completar su mandato constitucional y, de los ocho gobernadores elegidos en 1946 que no terminaron su mandato, fue el primero en abandonar el cargo con la intervención federal realizada por Perón a la provincia el 5 de agosto del mismo año.

## Cargos a elegir
| Departamento                      | A elegir  | A elegir  | A elegir  |
| Departamento                      | Electores | Diputados | Senadores |
| --------------------------------- | --------- | --------- | --------- |
| Ambato                            | 1         | 1         | —         |
| Ancasti                           | 1         | 1         | —         |
| Ancasti y Pomán                   | 1         | —         | 1         |
| Andalgalá                         | 3         | 2         | 1         |
| Belén y Antofagasta de la Sierra  | 3         | 2         | 1         |
| Capayán                           | 3         | 2         | 1         |
| Capital                           | 3         | 2         | 1         |
| El Alto                           | 1         | 1         | —         |
| El Alto y Santa Rosa              | 1         | —         | 1         |
| Fray Mamerto Esquiú               | 1         | 1         | —         |
| La Paz                            | 3         | 2         | 1         |
| Paclín                            | 1         | 1         | —         |
| Paclín y Ambato                   | 1         | —         | 1         |
| Pomán                             | 1         | 1         | —         |
| Santa María                       | 3         | 2         | 1         |
| Santa Rosa                        | 1         | 1         | —         |
| Tinogasta                         | 3         | 2         | 1         |
| Valle Viejo                       | 1         | 1         | —         |
| Valle Viejo y Fray Mamerto Esquiú | 1         | —         | 1         |
| Total                             | 33        | 22        | 11        |

## Resultados

### Gobernador y vicegobernador
| Fórmula               | Fórmula                               | Partido               | Partido                               | Votos  | %     | Electores |
| Gobernador            | Vicegobernador                        | Partido               | Partido                               | Votos  | %     | Electores |
| --------------------- | ------------------------------------- | --------------------- | ------------------------------------- | ------ | ----- | --------- |
| Pacífico Rodríguez    | Juan León Córdoba                     |                       | Partido Laborista (PL)                | 14.540 | 54,41 | 30/33     |
| Luis Alberto Ahumada  | Gustavo Adolfo Walther                |                       | Unión Cívica Radical (UCR)            | 9.746  | 36,47 | 2/33      |
| Felipe E. Ponferrada  | Milcíades Martínez                    |                       | Partido Demócrata Nacional (PDN)      | 2.321  | 8,69  | 1/33      |
| Ángel Cubas           | Domingo Francisco del Valle Iturralde |                       | Unión Cívica Radical Junta Renovadora | 114    | 0,43  |           |
| Votos positivos       | Votos positivos                       | Votos positivos       | Votos positivos                       | 26.721 | 98,50 |           |
| Votos en blanco       | Votos en blanco                       | Votos en blanco       | Votos en blanco                       | 397    | 1,46  |           |
| Votos nulos           | Votos nulos                           | Votos nulos           | Votos nulos                           | 9      | 0,03  |           |
| Participación         | Participación                         | Participación         | Participación                         | 27.127 | 76,55 |           |
| Electores registrados | Electores registrados                 | Electores registrados | Electores registrados                 | 35.436 | 100   |           |
| Fuentes:              |                                       |                       |                                       |        |       |           |

#### Resultados por departamentos
| Ambato 1 Elector                             | Ambato 1 Elector                      | Ambato 1 Elector | Ambato 1 Elector | Ambato 1 Elector | Ambato 1 Elector                                             |
| Partido                                      | Partido                               | Votos            | %                | Bancas           | Electos                                                      |
| -------------------------------------------- | ------------------------------------- | ---------------- | ---------------- | ---------------- | ------------------------------------------------------------ |
|                                              | Partido Laborista                     | 391              | 50,71            | 1/1              | - Luis Acevedo                                               |
|                                              | Unión Cívica Radical                  | 380              | 49,29            |                  |                                                              |
| Votos positivos                              | Votos positivos                       | 771              | 97,97            |                  |                                                              |
| Votos en blanco                              | Votos en blanco                       | 16               | 2,03             |                  |                                                              |
| Votos nulos                                  | Votos nulos                           | 0                | 0,00             |                  |                                                              |
| Participación                                | Participación                         | 787              | 81,47            |                  |                                                              |
| Electores registrados                        | Electores registrados                 | 966              | 100              |                  |                                                              |
| Ancasti 1 Elector                            |                                       |                  |                  |                  |                                                              |
| Partido                                      | Partido                               | Votos            | %                | Bancas           | Electos                                                      |
|                                              | Partido Laborista                     | 375              | 46,01            | 1/1              | - Juan Ramón Tapia Vergara                                   |
|                                              | Unión Cívica Radical                  | 273              | 33,50            |                  |                                                              |
|                                              | Partido Demócrata Nacional            | 167              | 20,49            |                  |                                                              |
| Votos positivos                              | Votos positivos                       | 815              | 97,72            |                  |                                                              |
| Votos en blanco                              | Votos en blanco                       | 18               | 2,16             |                  |                                                              |
| Votos nulos                                  | Votos nulos                           | 1                | 0,12             |                  |                                                              |
| Participación                                | Participación                         | 834              | 82,90            |                  |                                                              |
| Electores registrados                        | Electores registrados                 | 1.006            | 100              |                  |                                                              |
| Ancasti y Pomán 1 Elector                    |                                       |                  |                  |                  |                                                              |
| Partido                                      | Partido                               | Votos            | %                | Bancas           | Electos                                                      |
|                                              | Partido Laborista                     | 958              | 48,80            | 1/1              | - Francisco Zurita                                           |
|                                              | Unión Cívica Radical                  | 603              | 30,72            |                  |                                                              |
|                                              | Partido Demócrata Nacional            | 402              | 20,48            |                  |                                                              |
| Votos positivos                              | Votos positivos                       | 1.963            | 98,74            |                  |                                                              |
| Votos en blanco                              | Votos en blanco                       | 24               | 1,21             |                  |                                                              |
| Votos nulos                                  | Votos nulos                           | 1                | 0,05             |                  |                                                              |
| Participación                                | Participación                         | 1.988            | 81,31            |                  |                                                              |
| Electores registrados                        | Electores registrados                 | 2.445            | 100              |                  |                                                              |
| Andalgalá 3 Electores                        |                                       |                  |                  |                  |                                                              |
| Partido                                      | Partido                               | Votos            | %                | Bancas           | Electos                                                      |
|                                              | Partido Laborista                     | 1.502            | 67,81            | 3/3              | - Alberto M. Moreno - Adolfo Dorado - Alfonso Alba Roselles  |
|                                              | Unión Cívica Radical                  | 713              | 32,19            |                  |                                                              |
| Votos positivos                              | Votos positivos                       | 2.215            | 98,23            |                  |                                                              |
| Votos en blanco                              | Votos en blanco                       | 40               | 1,77             |                  |                                                              |
| Votos nulos                                  | Votos nulos                           | 0                | 0,00             |                  |                                                              |
| Participación                                | Participación                         | 2.255            | 73,24            |                  |                                                              |
| Electores registrados                        | Electores registrados                 | 3.079            | 100              |                  |                                                              |
| Belén y Antofagasta de la Sierra 3 Electores |                                       |                  |                  |                  |                                                              |
| Partido                                      | Partido                               | Votos            | %                | Bancas           | Electos                                                      |
|                                              | Partido Laborista                     | 1.298            | 53,90            | 3/3              | - Jorge Carreras - Víctor Miñaur - Segundo Núñez             |
|                                              | Unión Cívica Radical                  | 687              | 28,53            |                  |                                                              |
|                                              | Partido Demócrata Nacional            | 376              | 15,61            |                  |                                                              |
|                                              | Unión Cívica Radical Junta Renovadora | 47               | 1,95             |                  |                                                              |
| Votos positivos                              | Votos positivos                       | 2.408            | 98,61            |                  |                                                              |
| Votos en blanco                              | Votos en blanco                       | 34               | 1,39             |                  |                                                              |
| Votos nulos                                  | Votos nulos                           | 0                | 0,00             |                  |                                                              |
| Participación                                | Participación                         | 2.442            | 78,29            |                  |                                                              |
| Electores registrados                        | Electores registrados                 | 3.119            | 100              |                  |                                                              |
| Capayán 3 Electores                          |                                       |                  |                  |                  |                                                              |
| Partido                                      | Partido                               | Votos            | %                | Bancas           | Electos                                                      |
|                                              | Partido Laborista                     | 740              | 42,31            | 3/3              | - Julio Pacheco - Emilio Marenco - Heriberto Medina          |
|                                              | Unión Cívica Radical                  | 621              | 35,51            |                  |                                                              |
|                                              | Partido Demócrata Nacional            | 378              | 21,61            |                  |                                                              |
|                                              | Unión Cívica Radical Junta Renovadora | 10               | 0,57             |                  |                                                              |
| Votos positivos                              | Votos positivos                       | 1.749            | 99,26            |                  |                                                              |
| Votos en blanco                              | Votos en blanco                       | 12               | 0,68             |                  |                                                              |
| Votos nulos                                  | Votos nulos                           | 1                | 0,06             |                  |                                                              |
| Participación                                | Participación                         | 1.762            | 76,98            |                  |                                                              |
| Electores registrados                        | Electores registrados                 | 2.289            | 100              |                  |                                                              |
| Capital 3 Electores                          |                                       |                  |                  |                  |                                                              |
| Partido                                      | Partido                               | Votos            | %                | Bancas           | Electos                                                      |
|                                              | Partido Laborista                     | 2.910            | 58,12            | 3/3              | - Casimiro Díaz - Armando Casas Nóblega - Antonio Albarracín |
|                                              | Unión Cívica Radical                  | 1.558            | 31,12            |                  |                                                              |
|                                              | Partido Demócrata Nacional            | 520              | 10,39            |                  |                                                              |
|                                              | Unión Cívica Radical Junta Renovadora | 19               | 0,38             |                  |                                                              |
| Votos positivos                              | Votos positivos                       | 5.007            | 98,74            |                  |                                                              |
| Votos en blanco                              | Votos en blanco                       | 64               | 1,26             |                  |                                                              |
| Votos nulos                                  | Votos nulos                           | 0                | 0,00             |                  |                                                              |
| Participación                                | Participación                         | 5.071            | 73,64            |                  |                                                              |
| Electores registrados                        | Electores registrados                 | 6.886            | 100              |                  |                                                              |
| El Alto 1 Elector                            |                                       |                  |                  |                  |                                                              |
| Partido                                      | Partido                               | Votos            | %                | Bancas           | Electos                                                      |
|                                              | Partido Demócrata Nacional            | 463              | 52,32            | 1/1              | - Rogelio Medina                                             |
|                                              | Unión Cívica Radical                  | 274              | 30,96            |                  |                                                              |
|                                              | Partido Laborista                     | 148              | 16,72            |                  |                                                              |
| Votos positivos                              | Votos positivos                       | 885              | 96,20            |                  |                                                              |
| Votos en blanco                              | Votos en blanco                       | 34               | 3,70             |                  |                                                              |
| Votos nulos                                  | Votos nulos                           | 1                | 0,11             |                  |                                                              |
| Participación                                | Participación                         | 920              | 77,77            |                  |                                                              |
| Electores registrados                        | Electores registrados                 | 1.183            | 100              |                  |                                                              |
| El Alto y Santa Rosa 1 Elector               |                                       |                  |                  |                  |                                                              |
| Partido                                      | Partido                               | Votos            | %                | Bancas           | Electos                                                      |
|                                              | Unión Cívica Radical                  | 870              | 44,25            | 1/1              | - Luis Osvaldo Charriol                                      |
|                                              | Partido Demócrata Nacional            | 562              | 28,59            |                  |                                                              |
|                                              | Partido Laborista                     | 534              | 27,16            |                  |                                                              |
| Votos positivos                              | Votos positivos                       | 1.966            | 97,09            |                  |                                                              |
| Votos en blanco                              | Votos en blanco                       | 57               | 2,81             |                  |                                                              |
| Votos nulos                                  | Votos nulos                           | 2                | 0,10             |                  |                                                              |
| Participación                                | Participación                         | 2.025            | 76,94            |                  |                                                              |
| Electores registrados                        | Electores registrados                 | 2.632            | 100              |                  |                                                              |
| Fray Mamerto Esquiú 1 Elector                |                                       |                  |                  |                  |                                                              |
| Partido                                      | Partido                               | Votos            | %                | Bancas           | Electos                                                      |
|                                              | Partido Laborista                     | 459              | 53,75            | 1/1              | - Justo P. López                                             |
|                                              | Unión Cívica Radical                  | 394              | 46,14            |                  |                                                              |
|                                              | Unión Cívica Radical Junta Renovadora | 1                | 0,12             |                  |                                                              |
| Votos positivos                              | Votos positivos                       | 854              | 100              |                  |                                                              |
| Votos en blanco                              | Votos en blanco                       | 0                | 0,00             |                  |                                                              |
| Votos nulos                                  | Votos nulos                           | 0                | 0,00             |                  |                                                              |
| Participación                                | Participación                         | 854              | 80,41            |                  |                                                              |
| Electores registrados                        | Electores registrados                 | 1.062            | 100              |                  |                                                              |
| La Paz 3 Electores                           |                                       |                  |                  |                  |                                                              |
| Partido                                      | Partido                               | Votos            | %                | Bancas           | Electos                                                      |
|                                              | Partido Laborista                     | 1.650            | 62,33            | 3/3              | - Regino Romero - Enrique C. Macedo - Segundo Ortega         |
|                                              | Unión Cívica Radical                  | 997              | 37,67            |                  |                                                              |
| Votos positivos                              | Votos positivos                       | 2.647            | 98,11            |                  |                                                              |
| Votos en blanco                              | Votos en blanco                       | 50               | 1,85             |                  |                                                              |
| Votos nulos                                  | Votos nulos                           | 1                | 0,04             |                  |                                                              |
| Participación                                | Participación                         | 2.698            | 72,55            |                  |                                                              |
| Electores registrados                        | Electores registrados                 | 3.719            | 100              |                  |                                                              |
| Paclín 1 Elector                             |                                       |                  |                  |                  |                                                              |
| Partido                                      | Partido                               | Votos            | %                | Bancas           | Electos                                                      |
|                                              | Partido Laborista                     | 537              | 56,65            | 1/1              | - Matías Aredes                                              |
|                                              | Unión Cívica Radical                  | 411              | 43,35            |                  |                                                              |
| Votos positivos                              | Votos positivos                       | 948              | 98,54            |                  |                                                              |
| Votos en blanco                              | Votos en blanco                       | 14               | 1,46             |                  |                                                              |
| Votos nulos                                  | Votos nulos                           | 0                | 0,00             |                  |                                                              |
| Participación                                | Participación                         | 962              | 84,98            |                  |                                                              |
| Electores registrados                        | Electores registrados                 | 1.132            | 100              |                  |                                                              |
| Paclín y Ambato 1 Elector                    |                                       |                  |                  |                  |                                                              |
| Partido                                      | Partido                               | Votos            | %                | Bancas           | Electos                                                      |
|                                              | Partido Laborista                     | 928              | 53,98            | 1/1              | - Gregorio Seco                                              |
|                                              | Unión Cívica Radical                  | 791              | 46,02            |                  |                                                              |
| Votos positivos                              | Votos positivos                       | 1.719            | 98,28            |                  |                                                              |
| Votos en blanco                              | Votos en blanco                       | 30               | 1,72             |                  |                                                              |
| Votos nulos                                  | Votos nulos                           | 0                | 0,00             |                  |                                                              |
| Participación                                | Participación                         | 1.749            | 83,37            |                  |                                                              |
| Electores registrados                        | Electores registrados                 | 2.098            | 100              |                  |                                                              |
| Pomán 1 Elector                              |                                       |                  |                  |                  |                                                              |
| Partido                                      | Partido                               | Votos            | %                | Bancas           | Electos                                                      |
|                                              | Partido Laborista                     | 583              | 50,78            | 1/1              | - Julio Aguilera                                             |
|                                              | Unión Cívica Radical                  | 330              | 28,75            |                  |                                                              |
|                                              | Partido Demócrata Nacional            | 235              | 20,47            |                  |                                                              |
| Votos positivos                              | Votos positivos                       | 1.148            | 99,48            |                  |                                                              |
| Votos en blanco                              | Votos en blanco                       | 6                | 0,52             |                  |                                                              |
| Votos nulos                                  | Votos nulos                           | 0                | 0,00             |                  |                                                              |
| Participación                                | Participación                         | 1.154            | 80,19            |                  |                                                              |
| Electores registrados                        | Electores registrados                 | 1.439            | 100              |                  |                                                              |
| Santa María 3 Electores                      |                                       |                  |                  |                  |                                                              |
| Partido                                      | Partido                               | Votos            | %                | Bancas           | Electos                                                      |
|                                              | Partido Laborista                     | 1.328            | 57,69            | 3/3              | - Demetrio Delgado - Emilio Flores - Gregorio Santos         |
|                                              | Unión Cívica Radical                  | 978              | 42,41            |                  |                                                              |
| Votos positivos                              | Votos positivos                       | 2.306            | 98,38            |                  |                                                              |
| Votos en blanco                              | Votos en blanco                       | 36               | 1,54             |                  |                                                              |
| Votos nulos                                  | Votos nulos                           | 2                | 0,09             |                  |                                                              |
| Participación                                | Participación                         | 2.344            | 87,36            |                  |                                                              |
| Electores registrados                        | Electores registrados                 | 2.683            | 100              |                  |                                                              |
| Santa Rosa 1 Elector                         |                                       |                  |                  |                  |                                                              |
| Partido                                      | Partido                               | Votos            | %                | Bancas           | Electos                                                      |
|                                              | Unión Cívica Radical                  | 596              | 55,13            | 1/1              | - Ramón Hugo Salas                                           |
|                                              | Partido Laborista                     | 386              | 35,71            |                  |                                                              |
|                                              | Partido Demócrata Nacional            | 99               | 9,16             |                  |                                                              |
| Votos positivos                              | Votos positivos                       | 1.081            | 97,83            |                  |                                                              |
| Votos en blanco                              | Votos en blanco                       | 23               | 2,08             |                  |                                                              |
| Votos nulos                                  | Votos nulos                           | 1                | 0,09             |                  |                                                              |
| Participación                                | Participación                         | 1.105            | 76,26            |                  |                                                              |
| Electores registrados                        | Electores registrados                 | 1.449            | 100              |                  |                                                              |
| Tinogasta 3 Electores                        |                                       |                  |                  |                  |                                                              |
| Partido                                      | Partido                               | Votos            | %                | Bancas           | Electos                                                      |
|                                              | Partido Laborista                     | 1.662            | 62,95            | 3/3              | - José Rosales - Jorge Canachi - Eusebio Pachado             |
|                                              | Unión Cívica Radical                  | 978              | 37,05            |                  |                                                              |
| Votos positivos                              | Votos positivos                       | 2.640            | 98,58            |                  |                                                              |
| Votos en blanco                              | Votos en blanco                       | 36               | 1,34             |                  |                                                              |
| Votos nulos                                  | Votos nulos                           | 2                | 0,07             |                  |                                                              |
| Participación                                | Participación                         | 2.678            | 72,09            |                  |                                                              |
| Electores registrados                        | Electores registrados                 | 3.715            | 100              |                  |                                                              |
| Valle Viejo 1 Elector                        |                                       |                  |                  |                  |                                                              |
| Partido                                      | Partido                               | Votos            | %                | Bancas           | Electos                                                      |
|                                              | Partido Laborista                     | 571              | 45,79            | 1/1              | - Tertuliano Lobos                                           |
|                                              | Unión Cívica Radical                  | 556              | 44,59            |                  |                                                              |
|                                              | Partido Demócrata Nacional            | 83               | 6,66             |                  |                                                              |
|                                              | Unión Cívica Radical Junta Renovadora | 37               | 2,97             |                  |                                                              |
| Votos positivos                              | Votos positivos                       | 1.247            | 98,89            |                  |                                                              |
| Votos en blanco                              | Votos en blanco                       | 14               | 1,11             |                  |                                                              |
| Votos nulos                                  | Votos nulos                           | 0                | 0,00             |                  |                                                              |
| Participación                                | Participación                         | 1.261            | 73,79            |                  |                                                              |
| Electores registrados                        | Electores registrados                 | 1.709            | 100              |                  |                                                              |
| Valle Viejo y Fray Mamerto Esquiú 1 Elector  |                                       |                  |                  |                  |                                                              |
| Partido                                      | Partido                               | Votos            | %                | Bancas           | Electos                                                      |
|                                              | Partido Laborista                     | 1.030            | 49,02            | 1/1              | - Ramón Matías Monasterio                                    |
|                                              | Unión Cívica Radical                  | 950              | 45,22            |                  |                                                              |
|                                              | Partido Demócrata Nacional            | 83               | 3,95             |                  |                                                              |
|                                              | Unión Cívica Radical Junta Renovadora | 38               | 1,81             |                  |                                                              |
| Votos positivos                              | Votos positivos                       | 2.101            | 99,34            |                  |                                                              |
| Votos en blanco                              | Votos en blanco                       | 14               | 0,66             |                  |                                                              |
| Votos nulos                                  | Votos nulos                           | 0                | 0,00             |                  |                                                              |
| Participación                                | Participación                         | 2.115            | 76,33            |                  |                                                              |
| Electores registrados                        | Electores registrados                 | 2.771            | 100              |                  |                                                              |

### Cámara de Diputados
| Partido               | Partido                               | Votos  | %     | Bancas |
| --------------------- | ------------------------------------- | ------ | ----- | ------ |
|                       | Partido Laborista                     | 14.500 | 52,69 | 20/22  |
|                       | Unión Cívica Radical                  | 9.512  | 34,56 | 1/22   |
|                       | Partido Demócrata Nacional            | 3.332  | 12,11 | 1/22   |
|                       | Unión Cívica Radical Junta Renovadora | 177    | 0,64  |        |
| Votos positivos       | Votos positivos                       | 27.521 | 98,60 |        |
| Votos en blanco       | Votos en blanco                       | 384    | 1,38  |        |
| Votos nulos           | Votos nulos                           | 8      | 0,03  |        |
| Participación         | Participación                         | 27.913 | 78,77 |        |
| Electores registrados | Electores registrados                 | 35.436 | 100   |        |
| Fuentes:              |                                       |        |       |        |

#### Resultados por departamentos
| Ambato 1 Diputado                            | Ambato 1 Diputado                     | Ambato 1 Diputado | Ambato 1 Diputado | Ambato 1 Diputado | Ambato 1 Diputado                          |
| Partido                                      | Partido                               | Votos             | %                 | Bancas            | Electos                                    |
| -------------------------------------------- | ------------------------------------- | ----------------- | ----------------- | ----------------- | ------------------------------------------ |
|                                              | Partido Laborista                     | 383               | 49,29             | 1/1               | - Ramón Delgado                            |
|                                              | Unión Cívica Radical                  | 378               | 48,65             |                   |                                            |
|                                              | Unión Cívica Radical Junta Renovadora | 16                | 2,06              |                   |                                            |
| Votos positivos                              | Votos positivos                       | 777               | 97,98             |                   |                                            |
| Votos en blanco                              | Votos en blanco                       | 16                | 2,02              |                   |                                            |
| Votos nulos                                  | Votos nulos                           | 0                 | 0,00              |                   |                                            |
| Participación                                | Participación                         | 793               | 82,09             |                   |                                            |
| Electores registrados                        | Electores registrados                 | 966               | 100               |                   |                                            |
| Ancasti 1 Diputado                           |                                       |                   |                   |                   |                                            |
| Partido                                      | Partido                               | Votos             | %                 | Bancas            | Electos                                    |
|                                              | Partido Laborista                     | 375               | 45,07             | 1/1               | - Juan Javier Córdoba                      |
|                                              | Unión Cívica Radical                  | 275               | 33,05             |                   |                                            |
|                                              | Partido Demócrata Nacional            | 164               | 19,71             |                   |                                            |
|                                              | Unión Cívica Radical Junta Renovadora | 18                | 2,16              |                   |                                            |
| Votos positivos                              | Votos positivos                       | 832               | 97,77             |                   |                                            |
| Votos en blanco                              | Votos en blanco                       | 18                | 2,12              |                   |                                            |
| Votos nulos                                  | Votos nulos                           | 1                 | 0,12              |                   |                                            |
| Participación                                | Participación                         | 851               | 84,59             |                   |                                            |
| Electores registrados                        | Electores registrados                 | 1.006             | 100               |                   |                                            |
| Andalgalá 2 Diputados                        |                                       |                   |                   |                   |                                            |
| Partido                                      | Partido                               | Votos             | %                 | Bancas            | Electos                                    |
|                                              | Partido Laborista                     | 1.502             | 67,72             | 2/2               | - Humberto Leiva - Máximo Schmidt          |
|                                              | Unión Cívica Radical                  | 716               | 32,28             |                   |                                            |
| Votos positivos                              | Votos positivos                       | 2.218             | 98,23             |                   |                                            |
| Votos en blanco                              | Votos en blanco                       | 40                | 1,77              |                   |                                            |
| Votos nulos                                  | Votos nulos                           | 0                 | 0,00              |                   |                                            |
| Participación                                | Participación                         | 2.258             | 73,34             |                   |                                            |
| Electores registrados                        | Electores registrados                 | 3.079             | 100               |                   |                                            |
| Belén y Antofagasta de la Sierra 2 Diputados |                                       |                   |                   |                   |                                            |
| Partido                                      | Partido                               | Votos             | %                 | Bancas            | Electos                                    |
|                                              | Partido Laborista                     | 1.298             | 53,88             | 2/2               | - Damaceno Aibar Abarza - Néstor Díaz      |
|                                              | Unión Cívica Radical                  | 688               | 28,56             |                   |                                            |
|                                              | Partido Demócrata Nacional            | 376               | 15,61             |                   |                                            |
|                                              | Unión Cívica Radical Junta Renovadora | 47                | 1,95              |                   |                                            |
| Votos positivos                              | Votos positivos                       | 2.409             | 98,61             |                   |                                            |
| Votos en blanco                              | Votos en blanco                       | 34                | 1,39              |                   |                                            |
| Votos nulos                                  | Votos nulos                           | 0                 | 0,00              |                   |                                            |
| Participación                                | Participación                         | 2.443             | 78,33             |                   |                                            |
| Electores registrados                        | Electores registrados                 | 3.119             | 100               |                   |                                            |
| Capayán 2 Diputados                          |                                       |                   |                   |                   |                                            |
| Partido                                      | Partido                               | Votos             | %                 | Bancas            | Electos                                    |
|                                              | Partido Laborista                     | 732               | 41,66             | 2/2               | - Vicente Rojas - Humberto Medina          |
|                                              | Unión Cívica Radical                  | 623               | 35,46             |                   |                                            |
|                                              | Partido Demócrata Nacional            | 392               | 22,31             |                   |                                            |
|                                              | Unión Cívica Radical Junta Renovadora | 10                | 0,57              |                   |                                            |
| Votos positivos                              | Votos positivos                       | 1.757             | 99,27             |                   |                                            |
| Votos en blanco                              | Votos en blanco                       | 12                | 0,68              |                   |                                            |
| Votos nulos                                  | Votos nulos                           | 1                 | 0,06              |                   |                                            |
| Participación                                | Participación                         | 1.770             | 77,33             |                   |                                            |
| Electores registrados                        | Electores registrados                 | 2.289             | 100               |                   |                                            |
| Capital 2 Diputados                          |                                       |                   |                   |                   |                                            |
| Partido                                      | Partido                               | Votos             | %                 | Bancas            | Electos                                    |
|                                              | Partido Laborista                     | 2.898             | 57,91             | 2/2               | - Víctor Natella - Humberto Carrizo        |
|                                              | Unión Cívica Radical                  | 1.562             | 31,22             |                   |                                            |
|                                              | Partido Demócrata Nacional            | 506               | 10,11             |                   |                                            |
|                                              | Unión Cívica Radical Junta Renovadora | 38                | 0,76              |                   |                                            |
| Votos positivos                              | Votos positivos                       | 5.004             | 98,74             |                   |                                            |
| Votos en blanco                              | Votos en blanco                       | 64                | 1,26              |                   |                                            |
| Votos nulos                                  | Votos nulos                           | 0                 | 0,00              |                   |                                            |
| Participación                                | Participación                         | 5.068             | 73,60             |                   |                                            |
| Electores registrados                        | Electores registrados                 | 6.886             | 100               |                   |                                            |
| El Alto 1 Diputado                           |                                       |                   |                   |                   |                                            |
| Partido                                      | Partido                               | Votos             | %                 | Bancas            | Electos                                    |
|                                              | Partido Demócrata Nacional            | 462               | 52,44             | 1/1               | - Petronilo Toledo                         |
|                                              | Unión Cívica Radical                  | 271               | 30,76             |                   |                                            |
|                                              | Partido Laborista                     | 148               | 16,80             |                   |                                            |
| Votos positivos                              | Votos positivos                       | 881               | 96,18             |                   |                                            |
| Votos en blanco                              | Votos en blanco                       | 34                | 3,71              |                   |                                            |
| Votos nulos                                  | Votos nulos                           | 1                 | 0,11              |                   |                                            |
| Participación                                | Participación                         | 916               | 77,43             |                   |                                            |
| Electores registrados                        | Electores registrados                 | 1.183             | 100               |                   |                                            |
| Fray Mamerto Esquiú 1 Diputado               |                                       |                   |                   |                   |                                            |
| Partido                                      | Partido                               | Votos             | %                 | Bancas            | Electos                                    |
|                                              | Partido Laborista                     | 459               | 53,62             | 1/1               | - Luis N. Sánchez                          |
|                                              | Unión Cívica Radical                  | 396               | 46,26             |                   |                                            |
|                                              | Unión Cívica Radical Junta Renovadora | 1                 | 0,12              |                   |                                            |
| Votos positivos                              | Votos positivos                       | 856               | 100               |                   |                                            |
| Votos en blanco                              | Votos en blanco                       | 0                 | 0,00              |                   |                                            |
| Votos nulos                                  | Votos nulos                           | 0                 | 0,00              |                   |                                            |
| Participación                                | Participación                         | 856               | 80,60             |                   |                                            |
| Electores registrados                        | Electores registrados                 | 1.062             | 100               |                   |                                            |
| La Paz 2 Diputados                           |                                       |                   |                   |                   |                                            |
| Partido                                      | Partido                               | Votos             | %                 | Bancas            | Electos                                    |
|                                              | Partido Laborista                     | 1.650             | 62,93             | 2/2               | - Ramón de la C. Ahumada - Ángel A. Olonso |
|                                              | Unión Cívica Radical                  | 972               | 37,07             |                   |                                            |
| Votos positivos                              | Votos positivos                       | 2.622             | 98,09             |                   |                                            |
| Votos en blanco                              | Votos en blanco                       | 50                | 1,87              |                   |                                            |
| Votos nulos                                  | Votos nulos                           | 1                 | 0,04              |                   |                                            |
| Participación                                | Participación                         | 2.673             | 71,87             |                   |                                            |
| Electores registrados                        | Electores registrados                 | 3.719             | 100               |                   |                                            |
| Paclín 1 Diputado                            |                                       |                   |                   |                   |                                            |
| Partido                                      | Partido                               | Votos             | %                 | Bancas            | Electos                                    |
|                                              | Partido Laborista                     | 538               | 54,29             | 1/1               | - Saldonio A. del V. Cisternas             |
|                                              | Unión Cívica Radical                  | 453               | 45,71             |                   |                                            |
| Votos positivos                              | Votos positivos                       | 991               | 98,61             |                   |                                            |
| Votos en blanco                              | Votos en blanco                       | 14                | 1,39              |                   |                                            |
| Votos nulos                                  | Votos nulos                           | 0                 | 0,00              |                   |                                            |
| Participación                                | Participación                         | 1.005             | 88,78             |                   |                                            |
| Electores registrados                        | Electores registrados                 | 1.132             | 100               |                   |                                            |
| Pomán 1 Diputado                             |                                       |                   |                   |                   |                                            |
| Partido                                      | Partido                               | Votos             | %                 | Bancas            | Electos                                    |
|                                              | Partido Laborista                     | 583               | 50,74             | 1/1               | - Ricardo Aguilera                         |
|                                              | Unión Cívica Radical                  | 329               | 28,63             |                   |                                            |
|                                              | Partido Demócrata Nacional            | 237               | 20,63             |                   |                                            |
| Votos positivos                              | Votos positivos                       | 1.149             | 99,48             |                   |                                            |
| Votos en blanco                              | Votos en blanco                       | 6                 | 0,52              |                   |                                            |
| Votos nulos                                  | Votos nulos                           | 0                 | 0,00              |                   |                                            |
| Participación                                | Participación                         | 1.155             | 80,26             |                   |                                            |
| Electores registrados                        | Electores registrados                 | 1.439             | 100               |                   |                                            |
| Santa María 2 Diputados                      |                                       |                   |                   |                   |                                            |
| Partido                                      | Partido                               | Votos             | %                 | Bancas            | Electos                                    |
|                                              | Partido Laborista                     | 1.328             | 63,66             | 2/2               | - Juan Vicente Acosta - Hipólito Contreras |
|                                              | Unión Cívica Radical                  | 758               | 36,34             |                   |                                            |
| Votos positivos                              | Votos positivos                       | 2.086             | 98,86             |                   |                                            |
| Votos en blanco                              | Votos en blanco                       | 23                | 1,09              |                   |                                            |
| Votos nulos                                  | Votos nulos                           | 1                 | 0,05              |                   |                                            |
| Participación                                | Participación                         | 2.110             | 78,64             |                   |                                            |
| Electores registrados                        | Electores registrados                 | 2.683             | 100               |                   |                                            |
| Santa Rosa 1 Diputado                        |                                       |                   |                   |                   |                                            |
| Partido                                      | Partido                               | Votos             | %                 | Bancas            | Electos                                    |
|                                              | Unión Cívica Radical                  | 597               | 55,33             | 1/1               | - Ángel C. Gramajo                         |
|                                              | Partido Laborista                     | 383               | 35,50             |                   |                                            |
|                                              | Partido Demócrata Nacional            | 99                | 9,18              |                   |                                            |
| Votos positivos                              | Votos positivos                       | 1.079             | 97,82             |                   |                                            |
| Votos en blanco                              | Votos en blanco                       | 23                | 2,09              |                   |                                            |
| Votos nulos                                  | Votos nulos                           | 1                 | 0,09              |                   |                                            |
| Participación                                | Participación                         | 1.103             | 76,12             |                   |                                            |
| Electores registrados                        | Electores registrados                 | 1.449             | 100               |                   |                                            |
| Tinogasta 2 Diputados                        |                                       |                   |                   |                   |                                            |
| Partido                                      | Partido                               | Votos             | %                 | Bancas            | Electos                                    |
|                                              | Partido Laborista                     | 1.662             | 45,96             | 2/2               | - Segundo B. Gallo - Julio T. Oviedo       |
|                                              | Unión Cívica Radical                  | 977               | 27,02             |                   |                                            |
|                                              | Partido Demócrata Nacional            | 977               | 27,02             |                   |                                            |
| Votos positivos                              | Votos positivos                       | 3.616             | 98,96             |                   |                                            |
| Votos en blanco                              | Votos en blanco                       | 36                | 0,99              |                   |                                            |
| Votos nulos                                  | Votos nulos                           | 2                 | 0,05              |                   |                                            |
| Participación                                | Participación                         | 3.654             | 98,36             |                   |                                            |
| Electores registrados                        | Electores registrados                 | 3.715             | 100               |                   |                                            |
| Valle Viejo 1 Diputado                       |                                       |                   |                   |                   |                                            |
| Partido                                      | Partido                               | Votos             | %                 | Bancas            | Electos                                    |
|                                              | Partido Laborista                     | 561               | 45,10             | 1/1               | - Pedro Alberto Pacheco                    |
|                                              | Unión Cívica Radical                  | 517               | 41,56             |                   |                                            |
|                                              | Partido Demócrata Nacional            | 119               | 9,57              |                   |                                            |
|                                              | Unión Cívica Radical Junta Renovadora | 47                | 3,78              |                   |                                            |
| Votos positivos                              | Votos positivos                       | 1.244             | 98,99             |                   |                                            |
| Votos en blanco                              | Votos en blanco                       | 14                | 1,11              |                   |                                            |
| Votos nulos                                  | Votos nulos                           | 0                 | 0,00              |                   |                                            |
| Participación                                | Participación                         | 1.258             | 73,61             |                   |                                            |
| Electores registrados                        | Electores registrados                 | 1.709             | 100               |                   |                                            |

### Cámara de Senadores
| Partido               | Partido                               | Votos  | %     | Bancas |
| --------------------- | ------------------------------------- | ------ | ----- | ------ |
|                       | Partido Laborista                     | 14.513 | 55,02 | 10/11  |
|                       | Unión Cívica Radical                  | 9.526  | 36,12 | 1/11   |
|                       | Partido Demócrata Nacional            | 2.239  | 8,49  |        |
|                       | Unión Cívica Radical Junta Renovadora | 98     | 0,37  |        |
| Votos positivos       | Votos positivos                       | 26.376 | 68,67 |        |
| Votos en blanco       | Votos en blanco                       | 348    | 1,30  |        |
| Votos nulos           | Votos nulos                           | 8      | 0,03  |        |
| Participación         | Participación                         | 26.732 | 75,44 |        |
| Electores registrados | Electores registrados                 | 35.436 | 100   |        |
| Fuentes:              |                                       |        |       |        |

#### Resultados por departamentos
| Ancasti y Pomán 1 Senador                   | Ancasti y Pomán 1 Senador             | Ancasti y Pomán 1 Senador | Ancasti y Pomán 1 Senador | Ancasti y Pomán 1 Senador |
| Partido                                     | Partido                               | Votos                     | %                         | Electo                    |
| ------------------------------------------- | ------------------------------------- | ------------------------- | ------------------------- | ------------------------- |
|                                             | Partido Laborista                     | 956                       | 48,75                     | Ángel Diez Villagrán      |
|                                             | Unión Cívica Radical                  | 602                       | 30,70                     |                           |
|                                             | Partido Demócrata Nacional            | 403                       | 20,55                     |                           |
| Votos positivos                             | Votos positivos                       | 1.961                     | 98,74                     |                           |
| Votos en blanco                             | Votos en blanco                       | 24                        | 1,21                      |                           |
| Votos nulos                                 | Votos nulos                           | 1                         | 0,05                      |                           |
| Participación                               | Participación                         | 1.986                     | 81,23                     |                           |
| Electores registrados                       | Electores registrados                 | 2.445                     | 100                       |                           |
| Andalgalá 1 Senador                         |                                       |                           |                           |                           |
| Partido                                     | Partido                               | Votos                     | %                         | Electo                    |
|                                             | Partido Laborista                     | 1.503                     | 67,89                     | Benildo Moreno            |
|                                             | Unión Cívica Radical                  | 711                       | 32,11                     |                           |
| Votos positivos                             | Votos positivos                       | 2.214                     | 98,23                     |                           |
| Votos en blanco                             | Votos en blanco                       | 40                        | 1,77                      |                           |
| Votos nulos                                 | Votos nulos                           | 0                         | 0,00                      |                           |
| Participación                               | Participación                         | 2.254                     | 73,21                     |                           |
| Electores registrados                       | Electores registrados                 | 3.079                     | 100                       |                           |
| Belén y Antofagasta de la Sierra 1 Senador  |                                       |                           |                           |                           |
| Partido                                     | Partido                               | Votos                     | %                         | Electo                    |
|                                             | Partido Laborista                     | 1.298                     | 53,90                     | Antonio A. Saadi          |
|                                             | Unión Cívica Radical                  | 687                       | 28,53                     |                           |
|                                             | Partido Demócrata Nacional            | 376                       | 15,61                     |                           |
|                                             | Unión Cívica Radical Junta Renovadora | 47                        | 1,95                      |                           |
| Votos positivos                             | Votos positivos                       | 2.408                     | 98,61                     |                           |
| Votos en blanco                             | Votos en blanco                       | 34                        | 1,39                      |                           |
| Votos nulos                                 | Votos nulos                           | 0                         | 0,00                      |                           |
| Participación                               | Participación                         | 2.442                     | 78,29                     |                           |
| Electores registrados                       | Electores registrados                 | 3.119                     | 100                       |                           |
| Capayán 1 Senador                           |                                       |                           |                           |                           |
| Partido                                     | Partido                               | Votos                     | %                         | Electo                    |
|                                             | Partido Laborista                     | 730                       | 41,64                     | Alberto C. Leme           |
|                                             | Unión Cívica Radical                  | 622                       | 35,48                     |                           |
|                                             | Partido Demócrata Nacional            | 391                       | 22,30                     |                           |
|                                             | Unión Cívica Radical Junta Renovadora | 10                        | 0,57                      |                           |
| Votos positivos                             | Votos positivos                       | 1.753                     | 99,26                     |                           |
| Votos en blanco                             | Votos en blanco                       | 12                        | 0,68                      |                           |
| Votos nulos                                 | Votos nulos                           | 1                         | 0,06                      |                           |
| Participación                               | Participación                         | 1.766                     | 77,15                     |                           |
| Electores registrados                       | Electores registrados                 | 2.289                     | 100                       |                           |
| Capital 1 Senador                           |                                       |                           |                           |                           |
| Partido                                     | Partido                               | Votos                     | %                         | Electo                    |
|                                             | Partido Laborista                     | 2.898                     | 57,83                     | Pablo M. Romero           |
|                                             | Unión Cívica Radical                  | 1.572                     | 31,37                     |                           |
|                                             | Partido Demócrata Nacional            | 506                       | 10,10                     |                           |
|                                             | Unión Cívica Radical Junta Renovadora | 35                        | 0,70                      |                           |
| Votos positivos                             | Votos positivos                       | 5.011                     | 98,74                     |                           |
| Votos en blanco                             | Votos en blanco                       | 64                        | 1,26                      |                           |
| Votos nulos                                 | Votos nulos                           | 0                         | 0,00                      |                           |
| Participación                               | Participación                         | 5.075                     | 73,70                     |                           |
| Electores registrados                       | Electores registrados                 | 6.886                     | 100                       |                           |
| El Alto y Santa Rosa 1 Senador              |                                       |                           |                           |                           |
| Partido                                     | Partido                               | Votos                     | %                         | Electo                    |
|                                             | Unión Cívica Radical                  | 869                       | 44,27                     | Juan Manuel Salas         |
|                                             | Partido Demócrata Nacional            | 563                       | 28,68                     |                           |
|                                             | Partido Laborista                     | 531                       | 27,05                     |                           |
| Votos positivos                             | Votos positivos                       | 1.963                     | 97,08                     |                           |
| Votos en blanco                             | Votos en blanco                       | 57                        | 2,82                      |                           |
| Votos nulos                                 | Votos nulos                           | 2                         | 0,10                      |                           |
| Participación                               | Participación                         | 2.022                     | 76,82                     |                           |
| Electores registrados                       | Electores registrados                 | 2.632                     | 100                       |                           |
| La Paz 1 Senador                            |                                       |                           |                           |                           |
| Partido                                     | Partido                               | Votos                     | %                         | Electo                    |
|                                             | Partido Laborista                     | 1.650                     | 62,93                     | Rafael Arrascaeta         |
|                                             | Unión Cívica Radical                  | 972                       | 37,07                     |                           |
| Votos positivos                             | Votos positivos                       | 2.622                     | 98,09                     |                           |
| Votos en blanco                             | Votos en blanco                       | 50                        | 1,87                      |                           |
| Votos nulos                                 | Votos nulos                           | 1                         | 0,04                      |                           |
| Participación                               | Participación                         | 2.673                     | 71,87                     |                           |
| Electores registrados                       | Electores registrados                 | 3.719                     | 100                       |                           |
| Paclín y Ambato 1 Senador                   |                                       |                           |                           |                           |
| Partido                                     | Partido                               | Votos                     | %                         | Electo                    |
|                                             | Partido Laborista                     | 928                       | 53,86                     | Jalil Nellar              |
|                                             | Unión Cívica Radical                  | 789                       | 45,79                     |                           |
|                                             | Unión Cívica Radical Junta Renovadora | 6                         | 0,35                      |                           |
| Votos positivos                             | Votos positivos                       | 1.723                     | 98,29                     |                           |
| Votos en blanco                             | Votos en blanco                       | 30                        | 1,71                      |                           |
| Votos nulos                                 | Votos nulos                           | 0                         | 0,00                      |                           |
| Participación                               | Participación                         | 1.753                     | 83,56                     |                           |
| Electores registrados                       | Electores registrados                 | 2.098                     | 100                       |                           |
| Santa María 1 Senador                       |                                       |                           |                           |                           |
| Partido                                     | Partido                               | Votos                     | %                         | Electo                    |
|                                             | Partido Laborista                     | 1.328                     | 63,57                     | Benjamín Juárez           |
|                                             | Unión Cívica Radical                  | 761                       | 36,43                     |                           |
| Votos positivos                             | Votos positivos                       | 2.089                     | 98,86                     |                           |
| Votos en blanco                             | Votos en blanco                       | 23                        | 1,09                      |                           |
| Votos nulos                                 | Votos nulos                           | 1                         | 0,05                      |                           |
| Participación                               | Participación                         | 2.113                     | 78,76                     |                           |
| Electores registrados                       | Electores registrados                 | 2.683                     | 100                       |                           |
| Tinogasta 1 Senador                         |                                       |                           |                           |                           |
| Partido                                     | Partido                               | Votos                     | %                         | Electo                    |
|                                             | Partido Laborista                     | 1.662                     | 62,98                     | Alberto L. Aguilar        |
|                                             | Unión Cívica Radical                  | 977                       | 37,02                     |                           |
| Votos positivos                             | Votos positivos                       | 2.639                     | 99,92                     |                           |
| Votos en blanco                             | Votos en blanco                       | 0                         | 0,00                      |                           |
| Votos nulos                                 | Votos nulos                           | 2                         | 0,08                      |                           |
| Participación                               | Participación                         | 2.641                     | 71,09                     |                           |
| Electores registrados                       | Electores registrados                 | 3.715                     | 100                       |                           |
| Valle Viejo y Fray Mamerto Esquiú 1 Senador |                                       |                           |                           |                           |
| Partido                                     | Partido                               | Votos                     | %                         | Electo                    |
|                                             | Partido Laborista                     | 1.029                     | 51,63                     | Jorge Figueroa            |
|                                             | Unión Cívica Radical                  | 964                       | 48,37                     |                           |
| Votos positivos                             | Votos positivos                       | 1.993                     | 99,30                     |                           |
| Votos en blanco                             | Votos en blanco                       | 14                        | 0,70                      |                           |
| Votos nulos                                 | Votos nulos                           | 0                         | 0,00                      |                           |
| Participación                               | Participación                         | 2.007                     | 72,43                     |                           |
| Electores registrados                       | Electores registrados                 | 2.771                     | 100                       |                           |